# Ampferstein
Ampferstein är en bergstopp i Österrike.   Den ligger i distriktet Innsbruck-Land och förbundslandet Tyrolen, i den västra delen av landet, 400 km väster om huvudstaden Wien. Toppen på Ampferstein är 2 027 meter över havet.
Terrängen runt Ampferstein är huvudsakligen mycket bergig. Trakten är tätbefolkad. Närmaste större samhälle är Innsbruck, 10,6 km nordost om Ampferstein. 